# 1971年8月20日日食
1971年8月20日日食是一次日偏食，發生於1971年8月20日（東半球為8月21日）。新月當天（即朔日），地球上觀測到月球和太阳的角距離極小，此時月球如果恰好在月球交點附近，穿過太阳和地球之間，與地球、太阳接近一直線，則會出現日食。由於月球偏北或偏南，本影及偽本影從地球以北或以南經過而未接觸地表，只有半影覆蓋了地球北端或南端部分區域，形成日偏食。此次日偏食月球偏南，出現在澳大利亚東南的大半部分、新西兰及周邊部分地區。

## 日食概況

### 出現區域
本次日偏食可在澳大利亚南部和中東部、新喀里多尼亞、新西兰及南极洲靠近新西兰的部分沿岸地區看到。其中大部分位於國際日期變更線以西，在8月21日看到日食，剩下的部分在8月20日看到日食。

### 基本參數
- 類型：日偏食
- 食分最大處（位於南极洲威爾克斯地東部海岸以北約400公里的洋面）資料：
  - 時間：1971年8月20日22:38:49
  - 地點：61°42′S 135°24′E / 61.7°S 135.4°E
  - 食分：0.5080（日食帶內最大）[3]

## 相關的日食

### 1968-1971年的日食
月球交替位於相對的月球交點時，以半個交點年（食年），即約177天又4小時間隔出現下列日食。
| 升交點                                      | 升交點                   |          | 降交點                   | 降交點 |
| 沙羅週期                                    | 地圖                     | 沙羅週期 | 地圖                     |        |
| 119                                         | 1968年3月28日 偏食（南） | 124      | 1968年9月22日 全食       |        |
| 129                                         | 1969年3月18日 環食       | 134      | 1969年9月11日 環食       |        |
| 139                                         | 1970年3月7日 全食        | 144      | 1970年8月31日 環食       |        |
| 149                                         | 1971年2月25日 偏食（北） | 154      | 1971年8月20日 偏食（南） |        |
| 1971年7月22日的日偏食屬於下一組交點年系列。 |                          |          |                          |        |

### 沙羅周期
沙羅周期長度為18年11天。本次日食屬於沙羅周期154，共包含71次日食，依次為1917年7月19日至2025年9月21日的8次日偏食、2043年10月3日至2332年3月27日的17次日環食、2350年4月7日至2386年4月29日的3次全環食（亦稱混合食）、2404年5月9日至3035年5月29日的36次日全食、3053年6月8日至3179年8月25日的8次日偏食，總共歷時1262.11年。其中最長的全食發生於2530年7月25日，共持續4分50秒。
下表列舉了1901年至2100年間發生的屬於該周期的日食，是第1至11次：
| 1              | 2             | 3              |
| -------------- | ------------- | -------------- |
| 1917年7月19日  | 1935年7月30日 | 1953年8月9日   |
| 4              | 5             | 6              |
| 1971年8月20日  | 1989年8月31日 | 2007年9月11日  |
| 7              | 8             | 9              |
| 2025年9月21日  | 2043年10月3日 | 2061年10月13日 |
| 10             | 11            |                |
| 2079年10月24日 | 2097年11月4日 |                |

## 資料來源
1. ↑  樊忠玉. . 中国天文科普网.   [2016-03-17]. （原始内容存档于2014-09-17）.
2. ↑  Fred Espenak. . NASA Eclipse Web Site.   [2016-03-17]. （原始内容存档于2020-10-20）.（英文）
3. ↑  Fred Espenak. . NASA Eclipse Web Site.   [2016-03-17]. （原始内容存档于2020-10-27）.（英文）
4. ↑  Fred Espenak. . NASA Eclipse Web Site.（英文）

## 外部連結
- NASA日食專頁（页面存档备份，存于）（英文）
- 可見區域圖和時間統計：由弗雷德·埃斯佩納克做出的日食預報，NASA/GSFC
  - 貝塞爾元素

| \| \| 日食 \|                             |                              |                                           |
| 上一次日食： 1971年7月22日日食 （日偏食） | 1971年8月20日日食 （日偏食） | 下一次日食： 1972年1月16日日食 （日環食） |
| 上一次日偏食： 1971年7月22日日食          | 1971年8月20日日食 （日偏食） | 下一次日偏食： 1974年12月13日日食         |
|                                           | 日食                         |                                           |